# 1072 Мальва
1072 Мальва (1072 Malva) — астероїд головного поясу, відкритий 4 жовтня 1926 року.
Тіссеранів параметр щодо Юпітера — 3,142.